# جاك إم. غرينبيرغ
جاك إم. غرينبيرغ (بالإنجليزية: Jack M. Greenberg)‏ هو شخصية أعمال أمريكي، ولد في 28 سبتمبر 1942 في شيكاغو في الولايات المتحدة.

## وصلات خارجية
- جاك إم. غرينبيرغ على موقع مونزينجر (الألمانية)
- جاك إم. غرينبيرغ على موقع إن إن دي بي (الإنجليزية)